# 6백만 달러의 사나이

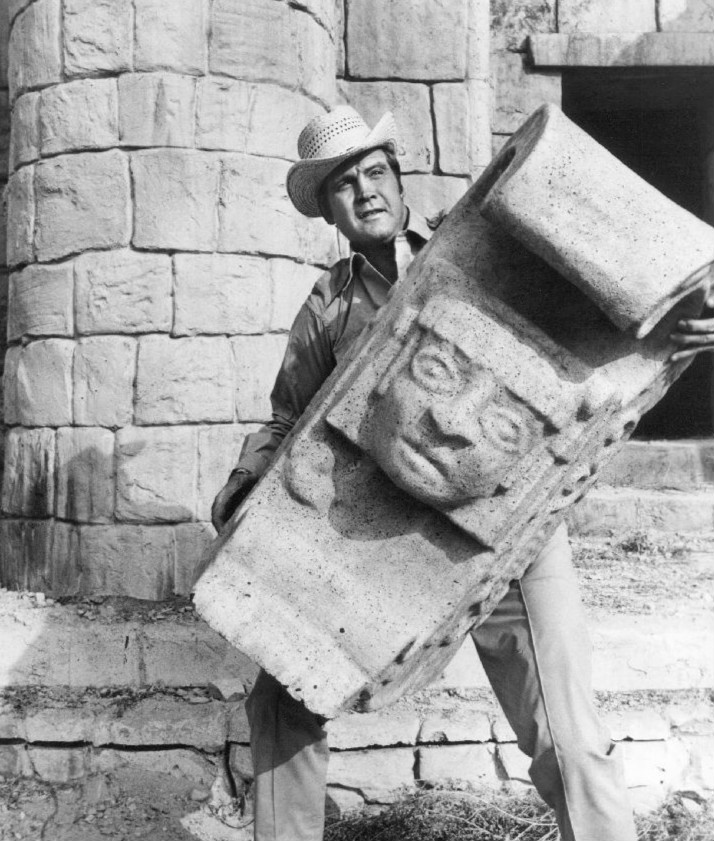

6백만 달러의 사나이(The Six Million Dollar Man)는 1973년 3월 7일부터 1978년 3월 6일까지 미국의 지상파 방송국 ABC에서 방영된 SF, 액션 드라마이다. 미국의 작가 마틴 케이딘(Martin Caidin)이 1972년 4월에 발표한 sf소설 사이보그(Cyborg)를 원작으로 W.T.자카(W.T. Zacha)가 각본을 썼다.

## 줄거리

### 오리지널 시리즈
미국 항공우주국(NASA) 우주비행사이자 공군 대령인 스티브 오스틴은 실험용 리프팅 바디 항공기 추락 사고로 심각한 부상을 입는다. 이후 그는 600만 달러(2024년 기준 약 4,150만 달러)를 들여 "재건"되며, 오른팔과 두 다리, 왼쪽 눈이 생체공학 기술로 대체된다. 이로 인해 그는 일반 인간을 훨씬 뛰어넘는 능력을 갖게 되며, 시속 97km 이상으로 달릴 수 있고, 눈에는 20배 줌 렌즈와 적외선 기능이 추가되며, 그의 생체공학 팔다리는 불도저에 버금가는 힘을 발휘한다. 그는 이러한 능력을 활용하여 OSI(과학정보국)에서 비밀 요원으로 활동한다.
1972년 마틴 케이딘이 발표한 소설 사이보그(Cyborg) 는 베스트셀러가 되었으며, 이후 작전 누크(Operation Nuke), 하이 크리스탈(High Crystal), 사이보그 IV(Cyborg IV) 등 세 편의 후속작이 출간되었다. 각각 핵무기 밀거래, 외계 문명 가설, 그리고 오스틴의 생체공학적 장비와 우주선의 결합을 다룬다.
1973년 3월 사이보그는 텔레비전 영화로 제작되었고, 《600만 달러의 사나이》라는 제목으로 방영되었다. 스티브 오스틴 역에는 리 메이저스가 캐스팅되었다. 원작과 달리 이 영화에서는 오스틴이 공군 대령이 아닌 민간인 우주비행사로 설정되었다. 후에 TV 시리즈에서 등장하는 전자음 효과, 슬로모션 연출, 오스카 골드만 캐릭터 등이 포함되지 않았다. 대신 올리버 스펜서(대런 맥개빈 분)가 오스틴의 상관으로 등장하며, 조직 명칭은 OSO(전략 작전국)로 변경되었다.

### TV 영화 속 등장인물들의 재회 이야기
스티브 오스틴과 제이미 소머스는 세 편의 TV 영화에서 다시 등장했다. 600만 달러의 사나이와 바이오닉 우먼의 귀환 (1987), 바이오닉 결전: 600만 달러의 사나이와 바이오닉 우먼 (1989), 그리고 바이오닉 영원히? (1994)이다. 두 번째 영화에서는 당시 신예였던 샌드라 블록이 새로운 바이오닉 우먼으로 출연했다. 마지막 영화에서는 오스틴과 소머스가 마침내 결혼하는 이야기가 그려졌다.
리 메이저스는 세 작품 모두에서 스티브 오스틴 역을 다시 맡았으며, 리처드 앤더슨과 마틴 E. 브룩스도 함께 출연했다. 린지 와그너 역시 제이미 소머스 역으로 돌아왔다. 이 영화들은 원작 시리즈에서 소머스가 겪었던 부분 기억 상실을 다루었으며, 리 메이저스의 아들인 리 메이저스 2세가 OSI 요원 짐 캐스틸리언 역을 맡았다.
첫 두 편의 영화는 새로운 바이오닉 캐릭터를 기반으로 한 새로운 시리즈를 제작하기 위한 기획으로 만들어졌으나, 이후 해당 캐릭터들이 따로 발전되지는 않았다. 세 번째 영화는 600만 달러의 사나이 와 바이오닉 우먼 시리즈의 결말을 위한 작품이었다.

## 출연진
- 스티브 오스틴(리 메이저스 분)은 본 작품의 주인공이다.
- 오스카 골드먼(리처드 앤더슨 분)은 OSI(과학정보국) 국장이다.
- 루디 웰스는 오스틴의 주치의이자 바이오닉 기술의 의학적 측면을 총괄하는 책임자이며, 다음과 같이 여러 배우가 연기하였다.
  - 파일럿 첫 편에서는 마틴 벌샴, 두 번째 및 세 번째 파일럿 에피소드와 시즌 1, 2에서는 앨런 오펜하이머, 시즌 3의 한 에피소드와 시즌 3~5 전체, 그리고 《바이오닉 우먼》과 관련 영화 3편에서는 마틴 E. 브룩스가 맡았다.
- 제이미 소머스(린지 와그너 분)는 반복적으로 등장하는 인물로, 오스틴의 중요한 관계자이다.
- 페기 캘러핸(제니퍼 달링 분)은 오스카 골드먼의 비서로, 반복적으로 등장한다.
- 올리버 스펜서(대런 맥개빈 분)는 파일럿 에피소드에서 OSO(과학감시국) 국장으로 등장한다.

## 제작 요소

### 오프닝 시퀀스
오프닝 크레딧에 나오는 추락 장면은 1967년 5월 10일 발생한 M2-F2 추락 사고 영상을 사용한 것이다. 당시 시험 비행사 브루스 피터슨이 조종하던 리프팅 바디 항공기는 시속 약 402km로 지면에 충돌한 뒤 여섯 차례나 구르며 심각한 사고를 겪었지만, 피터슨은 극적으로 생존했다. 이후 감염으로 한쪽 눈을 잃게 되었지만, 생명에는 지장이 없었다.
〈The Deadly Replay〉 에피소드에서는 오스카 골드먼이 스티브 오스틴이 추락한 항공기를 HL-10이라 언급하며, "우리는 HL-10을 재건했습니다"라고 말한다. HL-10은 원래 사고 이전 파일럿 영화에서 처음 등장했던 기체다. 한편, 1987년 TV 영화 《The Return of the Six Million Dollar Man and the Bionic Woman》에서는 오스틴이 해당 기체를 "M3-F5"라고 부르는데, 이는 원작 소설 《사이보그》에서 추락한 항공기의 명칭으로 사용된 이름이다.
오프닝 시퀀스에서 내레이터(시리즈 프로듀서 하브 베넷)는 주인공을 이렇게 소개한다.
"스티브 오스틴, 우주비행사. 생명이 위태로운 남자." 그 뒤 오프카메라로 오스카 골드먼(리처드 앤더슨 분)의 목소리가 이어진다. "신사 여러분, 우리는 그를 재건할 수 있습니다. 우리는 기술이 있습니다. 세계 최초의 바이오닉 인간을 만들 수 있습니다.
스티브 오스틴은 그 사람이 될 것입니다. 이전보다 더 나아진, 더 강한, 더 빠른 인간으로." 시즌 1의 “Population: Zero” 에피소드부터는 이 문구가 다소 단순해져, 골드먼의 대사는 다음과 같이 바뀐다. "우리는 그를 재건할 수 있습니다. 우리는 기술이 있습니다. 우리는 그를 이전보다 더 나아지게 만들 수 있습니다. 더 나은… 더 강한… 더 빠른…" 오스틴이 바이오닉 장치를 이식받는 장면에서는 전력 공급 장치를 "원자력"으로 표기하는 등 관련 항목과 숫자들이 화면에 표시된다.

### 테마 음악
《Wine, Women & War》와 《The Solid Gold Kidnapping》 TV 영화의 오프닝 및 클로징 크레딧에는 글렌 A. 라슨이 작곡하고 더스티 스프링필드가 부른 주제가가 사용되었으며, 론 "에스컬레이드" 피시나가 반주를 맡았다. 이 노래는 시리즈 초기 홍보에도 사용되었다.
하지만 정규 주간 시리즈가 시작되면서, 이 노래는 올리버 넬슨이 작곡한 기악 테마로 교체되었다. 첫 정규 에피소드인 "Population: Zero"에서는 오프닝 시퀀스에 새로운 요소가 도입되었는데, 바로 오스카 골드먼이 등장해 바이오닉 인간을 만든 이유를 설명하는 내레이션이다. 시즌 1의 내레이션과 넬슨의 테마곡을 기반으로 한 오프닝 크레딧 구성은, 이후 시즌에 비해 더 짧은 편이었다.

### 스티브 오스틴의 바이오닉 장치
프로듀서 케네스 존슨은 작품의 현실감을 유지하기 위해 스티브 오스틴의 능력에 매우 구체적인 한계를 설정했다. 그는 다음과 같이 설명했다.
"판타지 영역을 다룰 때 '그들은 바이오닉이니까 뭐든지 할 수 있다'고 하면 통제가 안 됩니다. 그래서 아주 엄격한 규칙이 필요합니다. [스티브와 제이미는] 2층 높이까지는 뛸 수 있지만 3층은 무리입니다. 3층 높이에서 아래로는 뛸 수 있지만 4층은 안 됩니다."
스티브 오스틴의 초인적인 강화 능력은 다음과 같다.
- 바이오닉 왼눈

스티브 오스틴의 왼쪽 눈은 20.2:1 줌 렌즈와 야간 투시 기능, 그리고 정상 시력 복원 기능을 갖춘 바이오닉 장치이다. "20.2:1"이라는 수치는 오프닝 크레딧에 등장하는 가상의 컴퓨터 그래픽에서 가져온 것이며, 시리즈에서는 "20:1"이라는 비율이 "Population: Zero"와 "Secret of Bigfoot" 에피소드에서 두 차례 언급된다.
오스틴의 바이오닉 눈은 다음과 같은 다양한 기능도 포함한다. 적외선 필터의 어두운 곳에서 시야 확보와 체온 감지 기능을 제공하며, "The Pioneers" 에피소드 등에서 자주 사용됨, 초고속 움직임 감지 능력은 일반적인 눈으로는 볼 수 없는 고속으로 움직이는 인간형 존재를 감지할 수 있음 ("The Secret of Bigfoot" 스토리 아크에서 등장), 정밀 조준 기능에 초기 에피소드 중 하나에서는 그의 눈이 정확한 투척 조준 장치로 사용되기도 함
마틴 케이딘의 원작 소설에서는 이 눈이 단순한 카메라로 묘사되어 사용 후에는 직접 분리해야 했으며, 오스틴은 해당 눈으로는 여전히 시력을 잃은 상태였다. 이후 이야기에서는 레이저를 발사할 수 있는 기능이 추가되었고, 찰턴 코믹스(Charlton Comics)에서 출간된 코믹북 시리즈 역시 이 눈이 레이저 빔을 발사할 수 있음을 설정했다(초기 컬러 코믹에서 그 기능이 묘사됨).
하지만 이러한 기능은 TV 시리즈에서는 등장하지 않았다.
- 바이오닉 다리

스티브 오스틴의 바이오닉 다리는 그가 고속으로 달리고 큰 도약을 할 수 있는 능력을 제공한다. 최고 속도는 명확히 규정되지는 않았지만, 일반적으로 시속 97km(60마일)로 알려져 있으며, 이는 오프닝 크레딧 속도계에 표시된 수치에서 비롯되었다. 시리즈 내에서 실제로 화면에 표시된 최고 속도는 "The Pal-Mir Escort" 에피소드의 시속 108km(67마일)이며, 이후 제작된 TV 영화들에서는 오스틴이 시속 약 145km(90마일)로 달리는 모습도 그려진다.
이보다 더 빠른 속도도 가능한 것으로 보이는데, 스핀오프 시리즈 《바이오닉 우먼》의 "Winning Is Everything" 에피소드에서는 여성 사이보그 제이미 소머스가 시속 161km(100마일)로 달리는 경주차보다 빠르게 달리는 장면이 나온다.
도약 능력 역시 뛰어나 "Secret of Bigfoot" 에피소드에서는 약 9.1미터(30피트)까지 뛸 수 있다고 언급된다. 이후 TV 영화들에서는 이보다 훨씬 높은 곳까지 도약하는 모습도 묘사된다.
- 바이오닉 오른팔

스티브 오스틴의 바이오닉 오른팔은 불도저에 맞먹는 힘을 가지고 있다. 시즌 1의 여섯 번째 에피소드인 〈Doomsday and Counting〉에서는 이 팔 안에 방사능 측정기(가이거 계수기)가 내장되어 있음이 밝혀진다.
- 바이오닉 장치의 약점과 연출 기법

스티브 오스틴의 바이오닉 장치에는 중대한 결함이 있는데, 극심한 추위에 노출되면 기능이 저하되거나 정지될 수 있다. 그러나 따뜻한 온도로 돌아오면 비교적 빠르게 기능이 회복된다. 시즌 1에서는 오스틴의 바이오닉 장치가 우주 공간의 미세 중력 환경에서 오작동을 일으키는 설정도 등장하지만, 이후 바이오닉 장치는 이를 해결할 수 있도록 개조된다. 바이오닉 눈은 초음파 공격에 취약하여 일시적인 실명과 현기증을 유발할 수 있다. 오스틴의 유기적인 신체가 어떻게 바이오닉 장치의 무게나 초인적인 활동을 견디는지는 극 중에서 설명되지 않는다.
시청자에게 오스틴이 바이오닉 능력을 사용 중임을 알려주기 위해, 초인적인 동작 장면은 슬로모션으로 처리되었고, 전자음 같은 〈디딧 디딧 디딧 디딧〉 효과음이 함께 사용되었다.
이 독특한 효과음은 사실 시즌 1의 네 번째 에피소드인 〈Day of the Robot〉에서 처음 등장했는데, 당시에는 오스틴이 아닌, 존 색슨이 연기한 프레드 슬로안 소령의 로봇 복제인간이 사용하는 장면에서였다.
바이오닉 눈이 사용될 때는, 카메라가 오스틴의 얼굴을 클로즈업하고 눈을 극도로 확대한 장면이 이어지며, 조준선(crosshair)이 포함된 시점 화면과 삐 소리 효과음이 함께 등장한다.
초기 에피소드에서는 다양한 연출 방식이 실험되었는데, 전자음 대신 심장박동 소리가 사용되기도 했으며, 초기 TV 영화 세 편에서는 슬로모션이나 효과음 없이 일반 속도로 액션이 연출되었다. (단, 달리기 장면만은 촬영 트릭을 이용하여 구현되었다.)
이러한 슬로모션 연출 방식은 정규 시리즈의 첫 에피소드인 〈Population: Zero〉부터 본격적으로 도입되었다.

## 에피소드 목록

### 파일럿
- 600만 불의 사나이(The Six Million Dollar Man / 1973년 3월 7일 방영)
- 와인, 여자 그리고 전쟁(Wine, Women and War / 1973년 10월 20일 방영)
- 솔리드 골드 납치 사건(The Solid Gold Kidnapping / 1973년 11월 17일 방영)

### 시즌 1
미국 ABC 방송을 통해 1974년 1월 18일부터 같은 해 4월 26일까지 방영되었다.
- 1X01: 무인 마을의 비밀 (Population: Zero)
- 1X02: 살아남는 자가 강자다 (Survival of the Fittest)
- 1X03: 작전명: 반딧불 (Operation Firefly)
- 1X04: 로봇의 날 (Day of the Robot)
- 1X05: 고아 비행기의 비밀 (Little Orphan Airplane)
- 1X06: 파멸의 날, 카운트다운 시작 (Doomsday, and Counting)
- 1X07: 살인 사건의 목격자 (Eyewitness to Murder)
- 1X08: 아테나 원 구조 작전 (The Rescue of Athena One)
- 1X09: 웰스 박사가 사라졌다 (Dr. Wells Is Missing)
- 1X10: 7월 4일의 마지막 날 (The Last of the Fourth of Julys)
- 1X11: 불타오르는 천재 (Burning Bright)
- 1X12: 겁쟁이 (The Coward)
- 1X13: 달려라, 스티브, 달려라! (Run, Steve, Run)

### 시즌 2
미국 ABC 방송을 통해 1974년 9월 13일부터 1975년 4월 26일까지 방영되었다.
- 2X01: 핵 경보 (Nuclear Alert)
- 2X02: 개척자들 (The Pioneers)
- 2X03: 조종사 실수 (Pilot Error)
- 2X04: 팔-미르 호위 작전 (The Pal-Mir Escort)
- 2X05: 7백만 불의 사나이 (The Seven Million Dollar Man)
- 2X06: 새벽까지 직진하라 (Straight On 'til Morning)
- 2X07: 미다스의 손길 (The Midas Touch)
- 2X08: 치명적인 재도전 (The Deadly Replay)
- 2X09: 해적 행위 (Act of Piracy)
- 2X10: 브로큰 포크의 이방인 (Stranger in Broken Fork)
- 2X11: 엿보는 금발 미녀 (The Peeping Blonde)
- 2X12: 전국 횡단 유괴극 (The Cross-Country Kidnap)
- 2X13: 잃어버린 사랑 (Lost Love)
- 2X14: 마지막 가미카제 (The Last Kamikaze)
- 2X15: 로봇 제작자의 귀환 (Return of the Robot Maker)
- 2X16: 타네하 (Taneha)
- 2X17: 도플갱어 작전 (Look Alike)
- 2X18: 초능력 스파이 (The E.S.P. Spy)
- 2X19: 바이오닉 우먼: 파트 1 (The Bionic Woman: Part 1)
- 2X20: 바이오닉 우먼: 파트 2 (The Bionic Woman: Part 2)
- 2X21: 발린더리의 분노 (Outrage in Balinderry)
- 2X22: 도망자 스티브 오스틴 (Steve Austin, Fugitive)

### 시즌 3
미국 ABC 방송을 통해 1975년 9월 14일부터 1976년 3월 7일까지 방영되었다.
- 3X01: 바이오닉 우먼의 귀환: 파트 1 (The Return of the Bionic Woman: Part 1)
- 3X02: 바이오닉 우먼의 귀환: 파트 2 (The Return of the Bionic Woman: Part 2)
- 3X03: 자유의 대가 (The Price of Liberty)
- 3X04: 노래와 춤의 스파이 (The Song and Dance Spy)
- 3X05: 늑대소년 (The Wolf Boy)
- 3X06: 치명적인 시험 (The Deadly Test)
- 3X07: 하늘 위의 표적 (Target in the Sky)
- 3X08: 사라진 러닝백 (One of Our Running Backs is Missing)
- 3X09: 바이오닉 범죄자 (The Bionic Criminal)
- 3X10: 푸른 섬광 (The Blue Flash)
- 3X11: 백색 번개의 전쟁 (The White Lightning War)
- 3X12: 갈라진 충성심 (Divided Loyalty)
- 3X13: 클라크 템플턴 오플래허티 (Clark Templeton O'Flaherty)
- 3X14: 승리의 미소 (The Winning Smile)
- 3X15: 마법과 속임수 (Hocus-Pocus)
- 3X16: 빅풋의 비밀: 파트 1 (The Secret of Bigfoot: Part 1)
- 3X17: 빅풋의 비밀: 파트 2 (The Secret of Bigfoot: Part 2)
- 3X18: 황금 파라오 (The Golden Pharaoh)
- 3X19: 타냐를 위한 러브송 (Love Song for Tanya)
- 3X20: 바이오닉 배지 (The Bionic Badge)
- 3X21: 빅 브라더 (Big Brother)

### 시즌 4
미국 ABC 방송을 통해 1976년 9월 19일부터 1977년 5월 15일까지 방영되었다.
- 4X01: 빅풋의 귀환 (The Return of Bigfoot)
- 4X02: 하늘 속 악몽 (Nightmare in the Sky)
- 4X03: 이중 위기 (Double Trouble)
- 4X04: 가장 위험한 적 (The Most Dangerous Enemy)
- 4X05: H+2+O = 죽음 (H+2+O = Death)
- 4X06: 킬 오스카 (Kill Oscar)
- 4X07: 바이오닉 소년 (The Bionic Boy)
- 4X08: 안데스의 독수리 (Vulture of the Andes)
- 4X09: 천둥새 작전 (The Thunderbird Connection)
- 4X10: 바이오닉 크리스마스 캐럴 (A Bionic Christmas Carol)
- 4X11: 특수 임무 부대 (Task Force)
- 4X12: 궁극의 사기꾼 (The Ultimate Imposter)
- 4X13: 죽음의 탐사기: 파트 1 (Death Probe: Part 1)
- 4X14: 죽음의 탐사기: 파트 2 (Death Probe: Part 2)
- 4X15: 대니의 지옥 (Danny's Inferno)
- 4X16: 지옥의 불길 (Fires of Hell)
- 4X17: 침투자들 (The Infiltrators)
- 4X18: 스파이의 축제 (Carnival of Spies)
- 4X19: U-509
- 4X20: 마음의 사생활 (The Privacy of the Mind)
- 4X21: 독수리를 잡아라 (To Catch the Eagle)
- 4X22: 유령 타자기 (The Ghostly Teletype)

### 시즌 5
미국 ABC 방송을 통해 1977년 9월 11일부터 1978년 3월 6일까지 방영되었다.
- 5X01: 상어: 파트 1 (Sharks: Part 1)
- 5X02: 상어: 파트 2 (Sharks: Part 2)
- 5X03: 죽음의 카운트다운: 파트 1 (Deadly Countdown: Part 1)
- 5X04: 죽음의 카운트다운: 파트 2 (Deadly Countdown: Part 2)
- 5X05: 빅풋 V (Bigfoot V)
- 5X06: 죽음의 회오리바람 (Killer Wind)
- 5X07: 롤백 작전 (Rollback)
- 5X08: 달의 어두운 면: 파트 1 (Dark Side of the Moon: Part 1)
- 5X09: 달의 어두운 면: 파트 2 (Dark Side of the Moon: Part 2)
- 5X10: 표적: 스티브 오스틴 (Target: Steve Austin)
- 5X11: 체셔 프로젝트 (The Cheshire Project)
- 5X12: 죽음의 날개 위를 걷다 (Walk a Deadly Wing)
- 5X13: 시간의 문제일 뿐 (Just a Matter of Time)
- 5X14: 죽음의 탐사기 귀환: 파트 1 (Return of Death Probe: Part 1)
- 5X15: 죽음의 탐사기 귀환: 파트 2 (Return of Death Probe: Part 2)
- 5X16: 잃어버린 섬 (The Lost Island)
- 5X17: 마돈나 작전 (The Madonna Caper)
- 5X18: 죽은 자의 얼굴 (Dead Ringer)
- 5X19: 위험한 데이트: 파트 1 (Date With Danger: Part 1)
- 5X20: 위험한 데이트: 파트 2 (Date With Danger: Part 2)
- 5X21: 움직이는 산 (The Moving Mountain)

### TV 무비
미국 방송을 통해 1987년 5월 17일부터 1994년 11월 29일까지 방영되었다.
- 600만 불의 사나이와 바이오닉 우먼의 귀환 (The Return of the Six Million Dollar Man and the Bionic Woman / 1987년 5월 17일 방영, NBC)
- 바이오닉 대결: 600만 불의 사나이와 바이오닉 우먼 (Bionic Showdown: The Six Million Dollar Man and the Bionic Woman / 1989년 4월 30일 방영, NBC)
- 영원히 바이오닉? (Bionic Ever After? / 1994년 11월 29일 방영, CBS)

## 소설
마틴 케이딘은 1972년 《사이보그》(Cyborg)를 시작으로 자신이 창조한 스티브 오스틴 캐릭터를 중심으로 한 소설을 네 편 집필했다. 이후 마이크 잔 같은 여러 작가들이 TV 시리즈를 기반으로 한 소설판(novelization)을 집필했지만, 대부분의 경우 이들은 TV 드라마 버전이 아닌 원작 소설 속 오스틴 캐릭터를 기반으로 삼았다.
그 결과 몇몇 소설판은 원작 에피소드와는 전혀 다른 장면들이 삽입되었고, 어떤 경우에는 결말조차 달라졌다. 이는 케이딘의 소설에서 냉혹한 살인자로 묘사된 오스틴이 TV판에서처럼 비살상적인 인물이 아니었기 때문이다.
잔의 책 《International Incidents》는 〈Love Song for Tanya〉 에피소드를 각색한 것으로, 여기서는 오스틴이 자신의 바이오닉 손에 장착된 독침총을 사용해 적 요원을 살해한다. 그러나 TV 시리즈의 오스틴은 이 무기를 갖고 있지 않기 때문에, 방송된 에피소드에서는 단순히 악당이 체포되는 결말로 바뀌었다.

### 오리지널 소설
모두 마틴 케이딘(Martin Caidin) 저
- 《사이보그》 (1972)
- 《작전 누크》(1973)
- 《하이 크리스털》 (1974)
- 《사이보그 IV》 (1975)

### 각색 소설
- 《와인, 여인 그리고 전쟁》 – 마이크 잔 (Mike Jahn)
- 《순금 유괴 사건》 – 에반 리처즈 (Evan Richards)
- 《파일럿 에러》 – 제이 바브리 (Jay Barbree)
- 《아테나 1호의 구조》 – 마이크 잔 (Jahn) (비슷한 주제를 가진 두 에피소드를 하나의 스토리라인으로 결합한 작품)
- 《빅풋 고개 비밀》 (영국판 제목: 〈빅풋의 비밀〉) – 마이크 잔
- 《국제 사건들》 – 마이크 잔 (여러 TV 에피소드를 하나로 연결된 이야기로 각색한 작품)

## 한국 방영
대한민국에서는 동양방송을 통해 1976년 7월 9일부터 1978년 7월 12일까지 총 104회가 방영되었으며, 이 중 2편은 선정되어 추가로 재방송되었다. 해당 프로그램은 매주 일요일 저녁 시간대에 방송되었으며, 어린이뿐만 아니라 성인들 사이에서도 높은 인기를 끌었다.
첫 방영에 앞서 이 작품은 반공 첩보 액션 영화 또는 공상 과학 영화로 소개되었고, 극장 영화 형식으로도 상영된 바 있다.
특히 어린이들에게 큰 인기를 끌었는데, 당시 문화방송에서 방영되던 《특수공작원 소머즈》(The Bionic Woman)와 함께, 주말 저녁 시간대에 방영되어, 어린이들이 취침 시간을 놓치고 늦은 시각까지 텔레비전 시청에 몰두하게 되는 주요 요인 중 하나로 지적되었다. 특히, 극 중 등장인물의 초인적인 능력을 무리하게 모방하려는 어린이들이 실제로 높은 곳에서 뛰어내리거나 과도한 신체 동작을 따라 하다 부상하거나 심지어 사망에 이르는 사고가 발생한 사례도 보고된 바 있다.
실제 사고 사례는 언론과 교육계에 큰 충격을 주었으며, 당시에는 어린이들의 시청 습관과 TV 프로그램의 영향력에 대한 사회적 경각심이 고조되었다. 이에 따라 언론 및 교육 기관에서는 텔레비전 프로그램의 모방 위험성과 아동 대상 시청 지도의 필요성에 대해 강하게 경고하였다.
이러한 사회적 반향은 한국에만 국한되지 않았으며, 해외에서도 유사한 문제의식이 제기되었다. 일부 방송 프로그램에서는 "전문가의 훈련 없이는 따라 하지 말 것"이라는 자막을 삽입하거나, 프로그램의 위험 요소에 대해 사전 안내하는 등 자율적인 규제가 도입되기에 이르렀다.
이후에는 1988년 10월부터 1990년 초까지는 KBS에서 새롭게 더빙하여 재방영되었다.
KBS 성우극회 소속으로 활발히 활동한 성우들 중 대표적인 인물은 다음과 같다.
- 양지운 - 스티브(리 메이저스)
- 최흘 - 골드먼 국장(리처드 노먼 앤더슨)
- 주희 - 소머즈(린지 와그너)
- 온영삼 - 웰스 박사(마틴 E. 브룩스)

## 같이 보기
- 메탈 기어 솔리드 V: 더 팬텀 페인